# Gorgoroth (zespół muzyczny)
Gorgoroth – norweska grupa muzyczna wykonująca black metal. Powstała w 1992 roku w Bergen. Nazwa zespołu nawiązuje do nazwy krainy Gorgoroth ze stworzonej przez J.R.R. Tolkiena mitologii Śródziemia. Do 2009 roku grupa wydała osiem albumów studyjnych niejednoznacznie ocenianych zarówno przez krytyków muzycznych jak i publiczność. Zespołowi przewodzi gitarzysta Roger „Infernus” Tiegs, który pozostaje jedynym członkiem oryginalnego składu. Pomimo udziału w grupie licznych, utytułowanych muzyków działalność Gorgoroth jest skupiona w artystycznym podziemiu.

## Historia

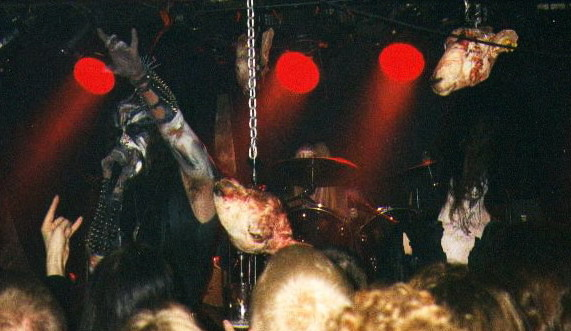
Kristian Eivind „Gaahl” Espedal i Roger „Infernus” Tiegs podczas koncertu 20 października 2000 roku

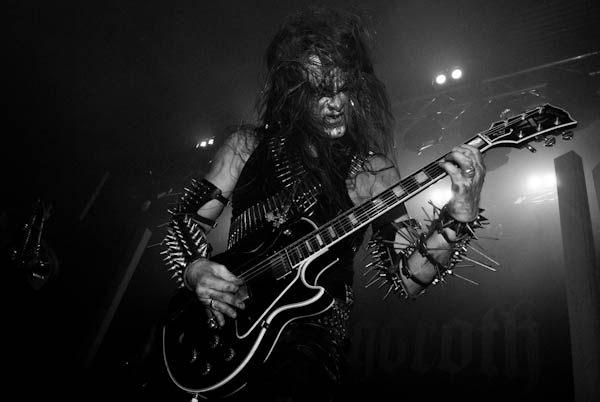
Roger „Infernus” Tiegs podczas koncertu 29 sierpnia 2009 roku

Zespół powstał w 1992 roku w Bergen z inicjatywy gitarzysty Rogera „Infernusa” Tiegsa. Muzyk do współpracy zaprosił wokalistę Jana „Hat” Solstada oraz perkusistę Runea Thorsnesa pseud. „Goat Pervertor”. W 1993 roku skład uzupełnił basista Kjettar. 28 kwietnia tego samego roku ukazało się pierwsze demo formacji zatytułowane A Sorcery Written In Blood. Na kasecie znalazły się kompozycje „Sexual Bloodgargling” i „(Under) The Pagan Megalith” oraz intro pt. „Gathered at Blåkulla”. Wkrótce potem funkcję basisty objął Thomas „Samoth” Haugen wówczas członek formacji Emperor. Przyczyną przyjęcia do składu Haugena było osadzenie oryginalnego basisty w więzieniu w związku z podpaleniem 800-letniego kościoła Skjold Stavkirke.
W 1994 roku ukazało się kolejne demo pt. Promo '94. 12 października tego samego roku nakładem wytwórni muzycznej Embassy Productions ukazał się debiutancki album studyjny zespołu pt. Pentagram. Nagrania zostały zarejestrowane w Grieghallen Studios we współpracy z producentem muzycznym Eirikiem „Pyttenem” Hundvinem. Pod koniec 1994 roku nowym perkusistą został Kjetil-Vidar „Frost” Haraldstad, członek formacji Satyricon. Następnie w grudniu, ponownie w Grieghallen Studios zespół rozpoczął nagrania drugiego albumu studyjnego. W międzyczasie skład opuścił Haugen. W 1995 roku funkcję basisty objął Břrge „Storm” Boge związany z zespołem Trelldom. Następnie z zespołu odszedł Solstad i Haraldstad, których zastąpili Thomas „Pest” Kronenes, wówczas członek Obtained Enslavement i Erik „Grim” Brødreskift były perkusista Immortal. Kronenesa jeszcze w 1995 roku zastąpił Ronny „Ares” Hovland, lider Aeternus.
3 czerwca 1996 roku nakładem Malicious Records ukazał się drugi album Gorgoroth zatytułowany Antichrist. Na mocy nowego kontraktu wydawniczego ukazała się także reedycja debiutanckiej płyty. Również w 1996 roku Brødreskifta zastąpił Erik „Vrolok” Hćggernes, związany wówczas z zespołem Hovlanda - Aeternus. Skład uzupełnił także drugi gitarzysta Bøllo „Tormentor” Heyerdahl. 20 października 1997 roku ukazał się trzeci album studyjny formacji zatytułowany Under the Sign of Hell. W 1998 roku funkcję basisty objął Torgrim „T-Reaper” Øyre wówczas występujący także w grupie Malignant Eternal. Z kolei Kronenesa zastąpił Kristian Eivind „Gaahl” Espedal. 18 maja tego samego roku nakładem wytwórni muzycznej Nuclear Blast ukazał się czwarty album studyjny Gorgoroth zatytułowany Destroyer. Z końcem roku ze składu odszedł Hćggernes.
W 1999 roku do zespołu dołączył perkusista deathmetalowej formacji Molested - Erlend „Sersjant” Erichsen. Tego samego roku, pomiędzy lipcem a sierpniem oraz w październiku grupa Gorgoroth zarejestrowała kolejny album studyjny. Materiał został zrealizowany we współpracy z producentem muzycznym Jocke Pettersonem. W międzyczasie z zespołu odszedł Øyre, którego zastąpił Tom „King Ov Hell” Cato Visnesl. 7 lutego 2000 roku ukazał się piąty album formacji pt. Incipit Satan. Na wydawnictwie znalazł się tylko jeden utworów skomponowany przez lidera zespołu - Rogera „Infernusa” Tiegsa. Pozostałe kompozycje napisali Tom „King Ov Hell” Cato Visnesl oraz Einar „Kvitrafn” Selvik. Tego samego roku funkcję perkusisty objął Einar „Kvitrafn” Selvik, znany m.in. z występów w grupie Bak De Syv Fjell. W 2002 roku tymczasowo jako muzyk koncertowy do zespołu dołączył Kjetil-Vidar „Frost” Haraldstad. Następnie grupę opuścił Heyerdahl.
21 lipca 2003 roku ukazał się szósty album formacji zatytułowany Twilight of the Idols (In Conspiracy with Satan). Tego samego roku jako muzyk koncertowy dołączył gitarzysta Ole „Apollyon” Jørgen Moe. 1 lutego 2004 roku w krakowskim ośrodku telewizyjnym zespół podjął się realizacji koncertowego DVD. Zespół w scenografii posłużył się szczątkami martwych zwierząt nabitymi na pale, dwumetrowymi krzyżami, do których przywiązano dwie nagie kobiety oraz nagiego mężczyznę, którzy byli ucharakteryzowani syntetyczną krwią. W związku z koncertem zespół został oskarżony o obrazę uczuć religijnych, pokrzywdzonymi byli operatorzy kamer. Po procesie w tej sprawie organizator koncertu Tomasz Dziubiński został skazany na 10 tys. zł grzywny. Natomiast zarejestrowany materiał został zarekwirowany.

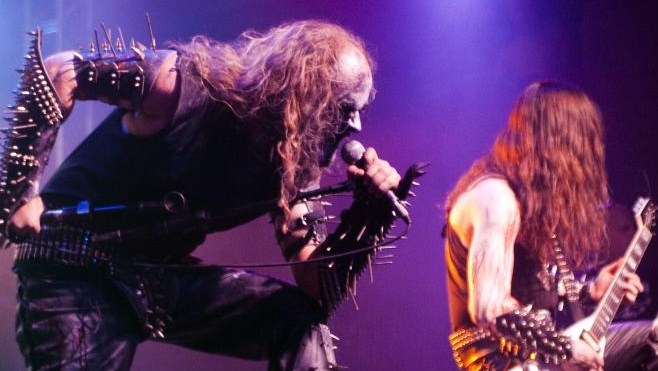
Thomas „Pest” Kronenes i Roger „Infernus” Tiegs podczas koncertu 5 września 2010 roku

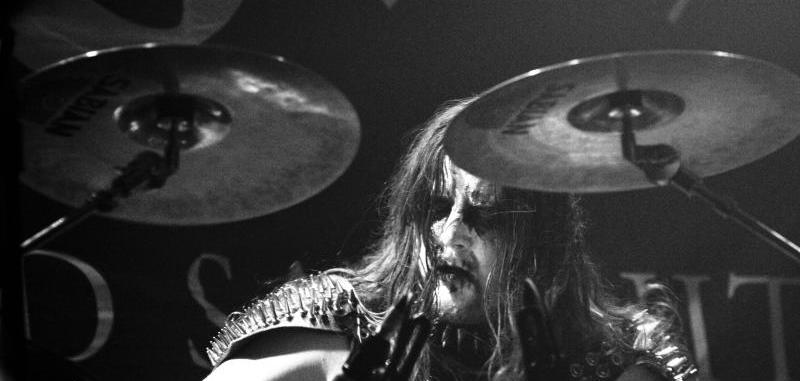
Vegard „Vyl” Larsen podczas koncertu 5 września 2010 roku

Jeszcze w 2004 roku funkcję drugiego gitarzysty podczas koncertów objął Morten „Teloch” Iversen. Z kolei Selvika zastąpił Kjetil-Vidar „Frost” Haraldstad. Jednakże w związku ze zobowiązaniami wobec innych zespołów udział Haraldstada ograniczył się tylko do pracy w studiu nagraniowym. Funkcję koncertowego perkusisty objął natomiast Per „Dirge Rep” Husebø. W 2005 roku Iversen zastąpił Stian „Skagg” Lægreid. Wkrótce potem muzycy podpisali kontrakt wydawniczy z wytwórnią muzyczną Regain Records. 19 czerwca 2006 roku ukazał się siódmy album studyjny zespołu pt. Ad Majorem Sathanas Gloriam. Na płycie znalazł się materiał w całości skomponowany przez Visnesla. Płyta dotarła do 22. miejsca norweskiej listy sprzedaży. Wydawnictwo przyniosło grupie także pierwszą nominację do nagrody norweskiego przemysłu fonograficznego Spellemannprisen. W ramach promocji do utworu „Carving a Giant” został zrealizowany teledysk. W 2007 roku w grupie nastąpił rozłam pomiędzy Tiegsem a Espedalem i Visneslem. Założyciel Gorgoroth został usunięty ze składu na mocy patentu złożonego w sądzie przez Visnesla. Także w 2007 roku Tiegs powołał grupę muzyczną o nazwie The Force Gorgoroth. W jej skład weszli Tomas Asklund, szwedzki perkusista znany z grupy Dissection i Dark Funeral oraz Frank Watkins, basista deathmetalowej grupy Obituary.
9 czerwca 2008 ukazało się długo oczekiwane DVD zespołu zarejestrowane w 2004 w Krakowie pod tytułem Black Mass Krakow 2004. Natomiast 28 czerwca został wydany album koncertowy zatytułowany True Norwegian Black Metal - Live in Grieghallen. Na płycie znalazł się materiał zarejestrowany w Grieghallen Lydstudio w Bergen oraz Threeman Recordings w Sztokholmie. Oryginalne partie gitary basowej nagrane przez Visnesla zostały usunięte. Ślady zostały dograne przez Rogera „Infernusa” Tiegsa ponownie w Threeman Recordings. Zespół Gorgoroth pod przewodnictwem Espedala i Visnesla kontynuował działalność z udziałem muzyków koncertowych do 2009 roku. Pomiędzy 28 a 30 stycznia, także 2009 roku w sądzie w Oslo odbył się proces w sprawie praw do nazwy Gorgoroth. 10 marca tego samego roku decyzją sądu w Oslo prawa do nazwy Gorgoroth zostały zwrócone Rogerowi „Infernusowi” Tiegsowi. 21 października 2009 roku został wydany ósmy album Gorgoroth zatytułowany Quantos Possunt ad Satanitatem Trahunt, nagrany z Pestem, który w 2008 roku ponownie dołączył do grupy. Płyta została zarejestrowana w Monolith Studio, także w 2009 roku. W 2011 roku zespół wydał reedycję albumu Under the Sign of Hell na którym powiły się wszystkie oryginalne utwory w zupełnie nowych aranżacjach. W 2012 roku z Gorgoroth odszedł wokalista Thomas „Pest” Kronenes. Sześć lat od wydania Quantos Possunt ad Satanitatem Trahunt ukazał się nowy album Gorgoroth pt. Instinctus Bestialis wydany 8 czerwca 2015. Partie wokalne na nowym wydawnictwie nagrał Atterigner z Triumfall. Od 2012 roku funkcję wokalisty koncertowego Gorgoroth pełni Hoest, będący również wokalistą Taake.

## Muzycy
| Obecny skład zespołu - Stefan „Atterigner” Todorovic – śpiew (od 2012) - Roger „Infernus” Tiegs – gitara, gitara basowa, perkusja, śpiew (od 1992) - Tomas Asklund – perkusja (od 2007) Byli członkowie zespołu - Frank „Bøddel” Watkins (zmarły) – gitara basowa (2007-2015) - Jan „Hat” Solstad – śpiew (1992–1995) - Kristian Eivind „Gaahl” Espedal – śpiew (1998–2007) - Rune „Goat Pervertor” Thorsnes – perkusja (1992–1994) - Kjetil-Vidar „Frost” Haraldstad – perkusja (1994–1995, 2001, 2004–2005) - Erik „Grim” Brødreskift – perkusja (1995–1996) - Erik „Vrolok” Hæggernes – perkusja (1996–1998) - Erlend „Sersjant” Erichsen – perkusja (1999) - Einar „Kvitrafn” Selvik – perkusja (2000–2004) - Kjettar – gitara basowa (1993) - Thomas „Samoth” Haugen – gitara basowa (1993–1994) - Břrge „Storm” Boge – gitara basowa (1995) - Ronny „Ares” Hovland – gitara basowa (1995–1997) - Torgrim „T-Reaper” Øyre – gitara basowa (1998–1999) - Tom „King Ov Hell” Cato Visnesl – gitara basowa (1999–2006, 2007) - Thomas „Pest” Kronenes – śpiew (1995-1997, 2008-2012) - Bøllo „Tormentor” Heyerdahl – gitara, gitara basowa, perkusja (1996-2002, 2003, 2008-2012) |  | Muzycy koncertowi - Błażej „Skyggen” Adamczuk – gitara (od 2009) - Fabio Zperandio – gitara (od 2011) - Guh.Lu – gitara basowa (od 2012) - Ørjan „Hoest” Stedjeberg – śpiew (2012–2013, od 2014) - Elefterios „Phobos” Santorinios – perkusja (2011–2012, od 2015) Byli muzycy koncertowi - Ivar Thormodsæter – perkusja (1999) - Per „Dirge Rep” Husebø – perkusja (2004–2007) - Daniel „Garghuf” Robnik – perkusja (2007) - Ole „Apollyon” Jørgen Moe – gitara (2003–2004) - Morten Bergeton „Teloch” Iversen – gitara (2004–2005, 2007) - Stian „Skagg” Lægreid – gitara (2005) - Ørjan „V'gandr” Nordvik – gitara basowa (2010) - Sture Woldmo – gitara basowa (2011–2012) - Vegard „Vyl” Larsen – perkusja (2009–2011, 2014–2015) |

## Dyskografia
| 1994                           | Pentagram - Data: 12 października 1994 - Wydawca: Embassy Productions                           | –  | –  |
| 1996                           | Antichrist - Data: 3 czerwca 1996 - Wydawca: Malicious Records                                  | –  | –  |
| 1997                           | Under the Sign of Hell - Data: 20 października 1997 - Wydawca: Malicious Records                | –  | –  |
| 1998                           | Destroyer - Data: 18 maja 1998 - Wydawca: Nuclear Blast                                         | –  | –  |
| 2000                           | Incipit Satan - Data: 7 lutego 2000 - Wydawca: Nuclear Blast                                    | –  | –  |
| 2003                           | Twilight of the Idols (In Conspiracy with Satan) - Data: 21 lipca 2003 - Wydawca: Nuclear Blast | –  | –  |
| 2006                           | Ad Majorem Sathanas Gloriam - Data: 19 czerwca 2006 - Wydawca: Regain Records                   | 22 | –  |
| 2009                           | Quantos Possunt ad Satanitatem Trahunt - Data: 21 października 2009 - Wydawca: Regain Records   | 23 | –  |
| 2011                           | Under the Sign of Hell 2011 - Data: 5 grudnia 2011 - Wydawca: Regain Records                    | –  | –  |
| 2015                           | Instinctus Bestialis - Data: 8 czerwca 2015 - Wydawca: Soulseller Records                       | –  | 42 |
| „–” pozycja nie była notowana. |                                                                                                 |    |    |

| 1996                           | The Last Tormentor (EP) - Data: 14 października 1996 - Wydawca: Malicious Records                  | – | –  |
| 2007                           | Live in Bergen 1996 (EP) - Data: 19 listopada 2007 - Wydawca: Regain Records                       | – | –  |
| 2008                           | Black Mass Krakow 2004 (DVD) - Data: 9 czerwca 2008 - Wydawca: Metal Mind Productions              | 3 | 15 |
| 2008                           | True Norwegian Black Metal - Live in Grieghallen - Data: 28 czerwca 2008 - Wydawca: Regain Records | – | –  |
| „–” pozycja nie była notowana. | |   |    |

| Rok  | Tytuł                                                                                                  |
| ---- | --- |
| 2001 | Originators of Northern Darkness – A Tribute to Mayhem - Data: 2 maja 2001 - Wydawca: Avantgarde Music |

| Rok  | Tytuł                                                                                |
| ---- | ------------------------------------------------------------------------------------ |
| 1993 | A Sorcery Written In Blood - Data: 28 kwietnia 1993 - Wydawca: brak (wydanie własne) |
| 1994 | Promo '94 - Data: 11 kwietnia 1994 - Wydawca: brak (wydanie własne)                  |